# Chudzicy
Chudzicy, Chudzice, też Chutycy – średniowieczne plemię słowiańskie należące do plemion serbsko-łużyckich. Posiadało kilka podplemion (m.in. Rochlitz).